# William Franklyn
William Leo Franklyn (n.  ?) a fost un actor englez, probabil cel mai cunoscut pentru vocea reclamelor „Schhh... You Know Who” pentru Schweppes, din 1965 până în 1973. A jucat și pe scenă, film, televiziune și radio, preluând rolul lui Peter Jones în rolul „Cartei” (naratorul) în a treia, a patra și a cincea serie radiofonică din Ghidul autostopistului galactic. Este, de asemenea, cunoscut pentru interpretarea lui Sexton Blake pentru BBC Radio 4 în 1967.

## Primii ani ai vieții
Franklyn s-a născut sub numele de William Leo Beare în Kensington, într-o familie de actori: bunicul său matern, Arthur Rigby Sr. și unchiul său, Arthur Rigby Jr., mama sa, Mary Rigby, și tatăl său, Leo Franklyn, erau actori. A fost dus în Australia când era mic, unde tatăl său a participat la turnee cu comedii muzicale. Tânărul Franklyn a urmat cursurile colegiilor Wesley și Haileybury, ambele din Melbourne, și a dezvoltat o dragoste constantă pentru cricket. Ulterior, a făcut probă ca bowler rapid pentru Essex și a deschis pista de bowling pentru Stage Cricket Club. De asemenea, a devenit jucător de spinning la picior și și-a condus propria echipă, Sargentmen, strângând bani pentru Fondul pentru Copii și Cancer Malcolm Sargent.
S-a întors la Londra la vârsta de 11 ani. A fost evacuat la Castelul Luscombe din Devon în timpul celui de-al Doilea Război Mondial. Cariera sa teatrală a început la vârsta de 18 ani, când a apărut în piesa My Sister Eileen la Teatrul Savoy în 1943. A fost chemat să se alăture Regimentului de Parașutiști și trimis în Palestina.

## Carieră
A apărut în piesa Arsenic and Old Lace la Southsea Pier în 1946, la scurt timp după ce a fost demobilizat, și s-a hotărât să înceapă o carieră de actor. A continuat să facă turnee cu piesa în repertoriu timp de șase ani. Într-o perioadă de stagnare, a lucrat ca antichități, luând vechituri pe o roabă din zonele bogate ale Londrei și vânzându-le ca antichități.
A continuat să joace pe scenă, la televiziune și radio și în mai multe filme. A apărut în mai multe filme în anii 1950, inclusiv Quatermass 2 în 1957, și a avut un rol principal în filmul din 1961 Pit of Darkness, care a fost filmul de serie B difuzat alături de What A Whopper al lui Adam Faith. A apărut în filmul din 1965, The Intelligence Men, regizat de Morecambe și Wise.
A apărut în West End-ul londonez în comedii precum There's a Girl in My Soup și Tunnel of Love. După lecții superficiale de italiană, a regizat o versiune a filmului There's a Girl in My Soup în Italia, cu actori italieni, în limba italiană. La televizor, a fost membru al panelului la emisiuni de jocuri precum What's My Line? și Call My Bluff. I-a interpretat pe Jacques Fleury în The Adventures of the Scarlet Pimpernel (1955–56) și pe Peter Dallas în serialul dramatic cu spioni Top Secret (1961–62) și a apărut, de asemenea, în mai multe episoade din The Avengers.
Franklyn a jucat și în emisiunea de sketch-uri comice What's on Next și a fost gazda jocului de spionaj The Masterspy. A apărut în This Is Your Life (1978), a apărut în serialul de televiziune comedic din 1984 The Steam Video Company și în G.B.H. (1991) și Diana: Her True Story (1993).
A fost cunoscut și pentru munca sa de voice-over în reclame; a apărut pe ecran în 10 reclame și a dat voce altor 40 între 1965 și 1973. Reclamele Schweppes „Schhh... You Know Who” pe care Franklyn le-a dat au fost create de Ogilvy and Mather.
A dat voce lui Danger Mouse în episodul pilot nedifuzat al serialului de televiziune britanic (deși David Jason l-a înlocuit în toate episoadele difuzate).
La radio, a fost cititorul citatelor din emisiunea Quote Unquote de la BBC Radio 4 timp de 11 ani, până cu puțin timp înainte de moartea sa, și a citit și pentru The News Quiz. În 2004 și 2005 a preluat rolul „Cărții” (naratorul) de la prietenul său Peter Jones pentru a treia, a patra și a cincea serie radiofonică din Ghidul autostopistului galactic. De asemenea, a apărut ca vedetă invitată într-un episod al emisiunii de sketch-uri The Skivers.

## Filmografie
| An   | Titlu                        | Rol                          | Note             |
| ---- | ---------------------------- | ---------------------------- | ---------------- |
| 1952 | Secret People                | Chirurg                      | Necreditat       |
| 1953 | Operation Diplomat           | Dr. Gillespie                | Necreditat       |
| 1954 | The Runaway Bus              | Crook in Opening Sequence    | Voce, Necreditat |
| 1954 | Time Is My Enemy             | Sergentul Peter Thompson     |                  |
| 1954 | The Crowded Day              | Studio Oficial               |                  |
| 1955 | Out of the Clouds            | Control Tower Radio Operator | Necreditat       |
| 1955 | The Love Match               | Arthur Ford                  |                  |
| 1955 | Above Us the Waves           | Nr. 1, X2                    |                  |
| 1957 | Quatermass 2                 | Brand                        |                  |
| 1957 | That Woman Opposite          | Ned Atwood                   |                  |
| 1957 | The Flesh Is Weak            | Lloyd Buxton                 |                  |
| 1958 | The Snorkel                  | Wilson                       |                  |
| 1959 | Danger Within                | Căpitanul Tony Long          |                  |
| 1960 | Upgreen – And at 'Em         |                              |                  |
| 1960 | The Big Day                  | Domnul T. Selkirk            |                  |
| 1961 | Fury at Smugglers' Bay       | Căpitanul                    |                  |
| 1961 | Pit of Darkness              | Richard Logan                |                  |
| 1965 | The Intelligence Men         | Colonelul Grant              |                  |
| 1966 | Cul-de-sac                   | Cecil                        |                  |
| 1972 | Ooh... You Are Awful         | Arnold Van Cleef             |                  |
| 1973 | The Satanic Rites of Dracula | Torrence                     |                  |
| 1983 | Nutcracker                   | Sir Arthur Cartwright        |                  |
| 1993 | Splitting Heirs              | Andrews                      |                  |
| 1996 | Robert Rylands' Last Journey | Robert Rylands               |                  |

## Viață personală
Franklyn a fost căsătorit de două ori: prima dată cu Margo Johns în 1952; au avut o fiică, actrița Sabina Franklyn, dar au divorțat în 1962. S-a recăsătorit în 1969; el și a doua sa soție, Susanna, au avut două fiice, Francesca Franklyn, producătoare de film, și Melissa Franklyn, actriță.
Franklyn a murit de cancer la prostată marți, 31 octombrie 2006. Înmormântarea sa a avut loc luni, 6 noiembrie 2006, la Crematoriul Mortlake, Richmond-Upon-Thames, Anglia.